# Université Ave Maria
Pour les articles homonymes, voir Ave Maria.
L'université Ave Maria (en anglais : Ave Maria University) est une université catholique fondée en 2003 par Tom Monaghan, le créateur et propriétaire de Domino's Pizza. Son campus qui est situé dans la ville d'Ave Maria étant actuellement en construction, les cours sont donnés pour l'instant à Naples en Floride. Il s'agit de la première université catholique créée aux USA depuis plus de quarante ans, qui a pour objectif de dispenser un enseignement conforme au magistère de l'Église catholique. L'université accueille actuellement 1 200 étudiants (679 undergraduates, 146 postgraduates, ainsi que les 375 étudiants de l'école de droit).

## Formation
L'université dispense un programme d'études graduate, neuf programmes undergraduate ainsi qu'un cycle de philosophie qui prépare les jeunes gens au séminaire. 

### Programmes de premier cycle
Les élèves ont le choix entre dix filières de spécialisation :
- Biologie
- Histoire
- Lettres classiques et littérature chrétienne des premiers siècles de l'Église
- Littérature
- Mathématiques
- Musique avec un accent particulièrement porté sur la musique sacrée
- Philosophie
- Sciences économiques
- Sciences politiques
- Théologie

À cela s'ajoutent des cours optionnels en :
- Chimie
- Danse
- Espagnol
- Grec ancien
- Latin
- Physique
- Théâtre
- Sciences humaines

### Programmes des cycles supérieurs
- Master of Arts en théologie
- Ph.D. de théologie

## Campus

### Vie étudiante
Les hommes et les femmes vivent dans des bâtiments distincts et ne peuvent se rendre dans les appartements des élèves du sexe opposé qu'à certaines heures. Les télévisions sont seulement permises dans les zones communes, et les activités extra-scolaires sont vivement encouragées.

### Vie religieuse
Des aumôniers sont présents dans les résidences. La messe y est célébrée plusieurs fois par jour.